# Kanton Schraplau
Der Kanton Schraplau war eine Verwaltungseinheit im Distrikt Halle des Departements der Saale im napoleonischen Königreich Westphalen. Hauptort des Kantons und Sitz des Friedensgerichts war Schraplau im heutigen Saalekreis. Der Kanton umfasste 11 Gemeinden und mehrere Weiler, war bewohnt von 4259 Einwohnern und hatte eine Fläche von 2,32 Quadratmeilen. Er war aus einem Teil des Distrikts Schraplau des magdeburgischen Anteils der Grafschaft Mansfeld hervorgegangen.
Kantonsnotar war Weimann und Friedensrichter war Löw.
Die zum Kanton gehörigen Ortschaften waren:
- Schraplau
- Oberröblingen mit Unterröblingen
- Wansleben mit Amsdorf und Köchstedt
- Asendorf und Dornstedt
- Alberstedt
- Schafsee
- Oberesperstedt
- Unteresperstedt
- Steuden mit Etzdorf
- Stedten